# 14 Herculis c
14 Herculis c ou 14 Her c é um planeta extrassolar a aproximadamente 59 anos-luz na constelação de Hercules.  Este planeta foi descoberto na órbita da estrela 14 Herculis, com uma massa suficiente para classificá-lo como um gigante gasoso do tamanho aproximado de Júpiter, mas muito mais massivo. Este planeta foi descoberto em 17 de novembro de 2005 e sua existência foi confirmada em 2 de novembro de 2006. De acordo com análises recentes, a existência de um segundo planeta no sistema de 14 Herculis é apoiada por fortes evidências, mas as características desse planeta ainda são desconhecidas. Esste planeta pode estar em uma ressonância de 4:1 com 14 Herculis b, numa órbita mais interna.